# Boris Biancheri
Boris Biancheri Chiappori (Roma, 3 novembre 1930 – Roma, 19 luglio 2011) è stato un diplomatico e scrittore italiano, Segretario generale del Ministero degli Affari Esteri, dal 1995 al 1997 e vincitore del Premio Grinzane Cavour per la narrativa italiana nel 2003.

## Biografia
Figlio del diplomatico Augusto Biancheri Chiappori (20 gennaio 1879 - 4 marzo 1939) e della baronessa Olga von Wolff-Stomersee (23 luglio 1896 - 1984), era nipote di Giuseppe Biancheri e di Giuseppe Tomasi di Lampedusa, avendo quest'ultimo sposato Alexandra von Wolff-Stomersee, sorella di Olga. È stato sposato con Flavia Arzeni, germanista e docente all'Università degli Studi di Roma "Sapienza" e figlia del traduttore e poeta Bruno Arzeni.
Entrato in carriera diplomatica nel 1956 come Volontario dopo la laurea in Giurisprudenza, prestò servizio nel Gabinetto del Ministro degli Esteri Gaetano Martino. È stato ambasciatore italiano a Tokyo (1980-1984), a Londra (1987-1991) e a Washington (1991-1995). Ha inoltre ricoperto, al Ministero degli Affari Esteri, la carica di direttore generale del Personale (1984-1985) e di direttore generale degli affari politici (1985-1987), nella cui veste è stato negoziatore italiano del Trattato sulla Cooperazione Politica Europea nell'ambito dell'Atto Unico Europeo, che costituisce il fondamento su cui poggia il Trattato di Maastricht. Il suo ultimo incarico, dal 1995 al 1997, è stato quello di segretario generale del Ministero, la più alta carica della diplomazia italiana.
Terminata la carriera diplomatica, dal 1997 al 2011 è stato presidente dell'Istituto per gli studi di politica internazionale (ISPI).
Dal 1997 al 2009 è stato presidente dell'ANSA, e dal 2004 al 2008 presidente della Federazione Italiana Editori Giornali. È stato anche editorialista del quotidiano La Stampa e membro della Fondazione Italia USA.
È morto il 19 luglio 2011 all'età di 80 anni.

## Opere

### Libri
- L'ambra del Baltico. Carteggio immaginario con Giuseppe Tomasi di Lampedusa, Milano, Feltrinelli, 1994. ISBN 88-07-07028-6.[4]
- Accordare il mondo. La diplomazia nell'età globale, Roma-Bari, Laterza, 1999. ISBN 88-420-5711-8.[5]
- Il ritorno a Stomersee. Tre racconti consolari, Milano, Feltrinelli, 2002. ISBN 88-07-01622-2.[6]
- Il nuovo disordine globale. Dopo l'11 settembre, a cura di, Milano, Università Bocconi, 2002. ISBN 88-8350-029-6.[7]
- Conciliar o mondo. A diplomacia na era global, São Paulo, Martins Fontes, 2005. ISBN 9788533620834[8].
- Il quinto esilio, Milano, Feltrinelli, 2006. ISBN 88-07-01701-6.[9]
- Elogio del silenzio, Milano, Feltrinelli, 2011. ISBN 978-88-07-01837-4.[10]
- La traversata, Milano, Adelphi, 2012. ISBN 978-88-459-2697-6.[11]

### Altri scritti
- L'Europa e i nuovi indirizzi della politica sovietica. Discorso tenuto il 30 marzo 1987 al Centro italiano di studi per la conciliazione internazionale nella sala Borromini in Piazza della Chiesa Nuova, Roma, Banco di Roma, 1987.
- Prefazione a Atlante geopolitico mondiale. Regioni, società, economie, conflitti, Milano, ISPI-Istituto per gli studi di politica internazionale-Touring club italiano, 2002. ISBN 88-365-2731-0; 2004. ISBN 88-365-3075-3.
- Prefazione a L'internazionalizzazione di regioni ed enti locali. Contenuti, esperienze e prospettive, a cura di Edoardo Ongaro e Giovanni Valotti, Milano, Etas, 2002. ISBN 88-453-1052-3.
- Prefazione a Nico Orengo, Le rose di Evita, Torino, La Stampa, 2003.
- Prefazione a Valeria Arnaldi, La tribù, Roma, Libreria Croce, 2003. ISBN 88-87323-86-0.
- Prefazione a L'Occidente diviso. La politica e le armi, a cura di Alessandro Colombo, Milano, Università Bocconi, 2004. ISBN 88-8350-056-3.
- Mass media e nuova Europa, con Dennis Redmont, Ennio Remondino, Wojciech Jagielski, Stjepan Malovic, Inoslav Besker e Danilo Taino, Milano, B. Mondadori, 2005. ISBN 88-424-9356-2.
- Prefazione a Sandro Sideri, La Russia e gli altri. Nuovi equilibri della geopolitica, Milano, Università Bocconi, 2009. ISBN 978-88-8350-144-9.
- Prefazione a Marco Croci, I cinesi sono differenti, Milano, Brioschi, 2011. ISBN 978-88-95399-51-5.